# Sweet Dreams - The Album
| Críticas profissionais | Críticas profissionais |
| Avaliações da crítica  | Avaliações da crítica  |
| Fonte                  | Avaliação              |
| ---------------------- | ---------------------- |
| allmusic               | link                   |
| Robert Christgau       | link                   |

Sweet Dreams é o álbum de estreia do grupo La Bouche, lançado em 10 de julho de 1995. Inclui os sucessos mundiais "Be My Lover" e "Sweet Dreams".

## Informação do álbum
A música de La Bouche é bem direta. A dupla, composta por Lane McCray e Melanie Thornton (In Memory), é um combo Euro-pop que transforma canções psuedo-disco bem construídas com apenas o suficiente para o pop florescer para fazer seu som atraente para os ouvintes. Cada faixa é basicamente repetida com um par de ganchos cativantes. O som é muito bom e deve ser atraente para os fãs de dança.

## Lista de faixas
| N.º            | Título                                                                                    | Compositor(es)                                 | Produtor(es)       | Duração |  |
| 1.             | "Be My Lover"                                                                             | G.A. Saraf, L. McCray, M. Thornton, A. Brenner | FMP                | 3:58    |  |
| 2.             | "Sweet Dreams"                                                                            | G.A. Saraf, L. McCray, M. Thornton, A. Brenner | Brenner/Saraf, FMP | 3:23    |  |
| 3.             | "Fallin' In Love"                                                                         | Ann Marie Hamilton, Dan Hamilton               | FMP                | 3:30    |  |
| 4.             | "Where Do You Go"                                                                         | G. Mart, J. Walls, Bischof-Fallenstein         | FMP                | 4:08    |  |
| 5.             | "I'll Be There"                                                                           | I. Klarmann-F.Weber                            | Brenner/Saraf, FMP | 4:10    |  |
| 6.             | "Do You Still Need Me"                                                                    | D. Kawohl, G. Mart, M. Applegate               | FMP                | 3:35    |  |
| 7.             | "I Love To Love"                                                                          | G.A. Saraf, L. McCray, A. Brenner              | Brenner/Saraf      | 3:59    |  |
| 8.             | "The Heat Is On"                                                                          | G. Mart, Bischof-Fallenstein                   | FMP                | 3:42    |  |
| 9.             | "Poetry In Motion"                                                                        | G. Mart, M. Applegate                          | FMP                | 3:40    |  |
| 10.            | "Shoo Bee Do Bee Do (I Like It That Way)"                                                 | G. Mart, J. Walls, Bischof-Fallenstein         | FMP                | 3:58    |  |
| 11.            | "Nice ‘N’ Slow"                                                                           | G.A. Saraf, L. McCray, M. Thornton, A. Brenner | Brenner/Saraf, FMP | 3:58    |  |
| 12.            | "Fallin' In Love (Spike Mix)" (Remix, Producer [Additional Production] – Darrin Friedman) | Ann Marie Hamilton, Dan Hamilton               | FMP                | 4:15    |  |
| 13.            | "Be My Lover (House Mix)"                                                                 | G.A. Saraf, L. McCray, M. Thornton, A. Brenner | Brenner/Saraf, FMP | 3:56    |  |
| 14.            | "Tonight Is The Night"                                                                    | G.A. Saraf, M. Thornton, M. Romeo, A. Brenner  | Brenner/Saraf      | 3:53    |  |
| Duração total: | Duração total:                                                                            | Duração total:                                 | Duração total:     | 54:05   |  |

## Créditos
- Fabricante: BMG
- Distribuído por: BMG
- Publicado por: Neue Welt Musikverlag, Edition Beam, Warner-Tamerlane Publishing Corp., FMP Songs, Songs Of Logic, Irving Music, Inc., Edition Touch & Go Music, Edition Interaudio
- A&R [A & R Direction]: Carmen Cacciatore, Dave Novik
- Direção de arte: Sean Mosher-Smith
- Diretor de arte: Douglas Biro, Ria Lewerke
- Engenheiro: Bernd Berwanger, Tobias Freund
- Produtor executivo: Thor Enterprises
- Masterização: Leon Zervos
- Mix: FMP
- Fotografia: Michael Halsband
- Programação: Wonder, Cobra, P.J. Wilder

## Desempenho nas paradas musicais
| Parada musical (1995)           | Melhor posição |
| ------------------------------- | -------------- |
| Alemanha (Media Control Charts) | 3              |
| Áustria (Parada Musical)        | 12             |
| Finlândia (Mitä hittiä)         | 2              |
| Noruega (VG-lista)              | 26             |
| Países Baixos (MegaCharts)      | 41             |
| Suécia (Sverigetopplistan)      | 29             |
| Suíça (Schweizer Hitparade)     | 2              |
| Parada musical (1996)           | Melhor posição |
| Austrália (ARIA Charts)         | 10             |
| Canadá (RPM 100 Albums)         | 38             |
| Estados Unidos (Billboard 200)  | 28             |
| Nova Zelândia (RIANZ)           | 6              |

## Certificações
| País                  | Certificação | Data                   | Vendas certificadas |
| --------------------- | ------------ | ---------------------- | ------------------- |
| Alemanha - BVMI       | Ouro         | 1995                   | 250,000             |
| Canadá - Music Canada | Ouro         | 24 de Setembro de 1997 | 50,000              |
| Estados Unidos - RIAA | Ouro         | 19 de Março de 1996    | 500,000             |
| Suíça - IFPI Schweiz  | Ouro         | 1995                   | 25,000              |